# Màrino (Tambov)
|  | Per a altres significats, vegeu «Màrino». |

Màrino (en rus: Марьино) és un poble de l'óblast de Tambov, a Rússia, segons el cens del 2010 tenia 27 habitants.